# Groton (Vermont)
Groton es un pueblo ubicado en el condado de Caledonia en el estado estadounidense de Vermont. En el año 2010 tenía una población de 1.022 habitantes y una densidad poblacional de 7,18 personas por km².

## Geografía
Groton se encuentra ubicado en las coordenadas 44°14′24″N 72°14′20″O / 44.24000, -72.23889.

## Demografía
Según la Oficina del Censo en 2000 los ingresos medios por hogar en la localidad eran de $33,333 y los ingresos medios por familia eran $36,719. Los hombres tenían unos ingresos medios de $28,750 frente a los $18,269 para las mujeres. La renta per cápita para la localidad era de $14,659. Alrededor del 10.5% de la población estaban por debajo del umbral de pobreza.